# ایستگاه قطار شهری ۱۷ شهریور
ایستگاه قطار شهری هفده شهریور یکی از ایستگاه‌های خط ۱ قطار شهری مشهد است که در بلوار فداییان اسلام، چهارراه نخریسی قرار دارد.
از این ایستگاه ۲ خط اتوبوس‌رانی مشهد و حومه می‌گذرد.